# The Black Diamond Express
The Black Diamond Express è un cortometraggio muto del 1914 diretto da  J.P. McGowan che qui appare anche tra gli interpreti, nel ruolo di un cowboy. L'australiano McGowan era un valente cavallerizzo e aveva partecipato alla guerra con i boeri in Sud Africa.
Il film è il sesto episodio del serial The Hazards of Helen

## Produzione
Il film fu prodotto dalla Kalem Company.

## Distribuzione
Distribuito dalla General Film Company, il film - un cortometraggio in una bobina - uscì nelle sale cinematografiche statunitensi il 19 dicembre 1914.